# The Croods: A New Age
The Croods: A New Age (bra: Os Croods 2: Uma Nova Era; prt: Os Croods: Uma Nova Era) é um filme estadunidense de animação 3D dos gêneros comédia e aventura produzido pela DreamWorks Animation e distribuído pela Universal Pictures. É a continuação de Os Croods (2013). Dirigido por Joel Crawford (em sua estreia na direção de longas-metragens) a partir de um roteiro de Dan Hageman, Kevin Hageman, Paul Fisher e Bob Logan e estrela as vozes de Nicolas Cage, Emma Stone, Ryan Reynolds, Catherine Keener, Clark Duke e Cloris Leachman, com novos membros do elenco incluindo Peter Dinklage, Leslie Mann e Kelly Marie Tran.
O filme foi lançado nos cinemas dos Estados Unidos em 25 de novembro de 2020, no Brasil estreou a 7 de janeiro de 2021 e em Portugal a 17 de dezembro de 2020.

## Sinopse
Depois de deixarem sua caverna no primeiro filme, os Croods encontram a sua maior ameaça desde a saída da caverna: outra família chamada Bemelhores, que afirma ser melhor e evoluída. Depois que Eep e a única filha dos Bemelhores escapam, as duas famílias devem colocar de lado suas diferenças para salvá-las.

## Elenco
- Nicolas Cage como Grug Crood, o patriarca dos Croods.
- Emma Stone como Eep Crood, a filha mais velha de Grug.
- Ryan Reynolds como Guy, um garoto que vive com os Croods.
- Peter Dinklage como Bem Bemelhor, o patriarca dos Bemelhores.
- Leslie Mann como Esperança Bemelhor, esposa de Bem.
- Kelly Marie Tran como Aurora Bemelhor, filha de Bem e Esperança.
- Catherine Keener como Ugga Crood, esposa de Grug.
- Clark Duke como Thunk Crood, filho de Grug.
- Kailey Crawford como Sandy Crood, filha bebê de Grug.
- Cloris Leachman como Vó Crood, a mãe de Ugga e a avó de Eep, Thunk e Sandy.
- Chris Sanders como Braço, a preguiça de estimação de Guy.
- James Ryan como Braça, a preguiça de estimação de Aurora

## Produção

### Desenvolvimento
Em abril de 2013, a DreamWorks Animation anunciou uma sequência do filme Os Croods (2013), com Chris Sanders e Kirk DeMicco retornando como diretores. De acordo com DeMicco, a sequência se concentraria em Ugga e a maternidade, tornando-o "o primeiro capítulo da sociedade", expandindo o primeiro filme, que ele disse ser sobre "o último capítulo do homem das cavernas".
Em 12 de junho de 2014, foi anunciado que a sequência seria lançada em 3 de novembro de 2017. Em 21 de agosto de 2014, o filme foi adiado para 22 de dezembro de 2017. Em 9 de agosto de 2016, perto da aquisição iminente da DreamWorks Animation pela Comcast, a 20th Century Fox removeu o filme do calendário de lançamentos. O filme seria lançado pela Universal Pictures em algum momento de 2018. Em 23 de agosto de 2016, foi relatado que Kevin e Dan Hageman foram contratados para reescrever o roteiro.
Em 11 de novembro de 2016, a DreamWorks anunciou que a produção da sequência foi cancelada. De acordo com relatos, havia dúvidas sobre o prosseguimento do projeto antes da aquisição da DreamWorks pela Universal, e a DreamWorks decidiu cancelar o filme. No entanto, em setembro de 2017, a DreamWorks e a Universal revelaram que o filme estava de volta à produção com uma data de lançamento agendada para 18 de setembro de 2020. Também foi revelado que DeMicco e Sanders não voltariam. Em outubro de 2017, foi relatado que Joel Crawford substituiria DeMicco e Sanders como diretor e Mark Swift produziria o filme.
Por causa da pandemia de COVID-19, a produção foi feita remotamente.

### Escalação do elenco
Em setembro de 2013, foi confirmado que Nicolas Cage, Emma Stone e Ryan Reynolds iriam reprisar seus papéis na sequência como Grug, Eep e Guy do primeiro filme. Em 21 de maio de 2015, Leslie Mann e Kat Dennings se juntaram ao elenco. Mann interpretaria uma mãe sofisticada de uma família rival chamada Esperança Bemelhor, enquanto Dennings foi escalada para interpretar sua filha, Aurora. Também foi relatado que Catherine Keener e Clark Duke reprisariam seus papéis como Ugga e Thunk. Em setembro de 2017, foi confirmado que todos os atores do primeiro filme iriam reprisar seus papéis. Em outubro de 2018, Peter Dinklage foi escalado para interpretar o personagem Bem Bemelhor. Em outubro de 2019, a DreamWorks revelou que Kelly Marie Tran havia substituído Dennings como Aurora.

## Música
Em setembro de 2020, foi anunciado que Mark Mothersbaugh iria compor a trilha sonora do filme, em substituição a Alan Silvestri, que compôs o primeiro filme.

## Lançamento
The Croods: A New Age foi lançado nos cinemas dos Estados Unidos em 25 de novembro de 2020, pela Universal Pictures. Foi provisoriamente programado para ser lançado em 3 de novembro de 2017, 22 de dezembro de 2017, 18 de setembro de 2020 e 23 de dezembro de 2020.
No Brasil, o filme estava programado para estrear em 7 de janeiro de 2021, mas estreou apenas em 1 de julho.
O estúdio gastou cerca de US $ 26,5 milhões promovendo o filme.

## Recepção

### Bilheteria
Até 4 de dezembro de 2020, The Croods: A New Age arrecadou $ $20,4 milhões nos Estados Unidos e Canadá, e $ $20,6 milhões em outros territórios, para um total mundial de $ 86 milhões.
Nos Estados Unidos, o filme arrecadou US$ 1,85 milhão em 2.211 cinemas no primeiro dia, US$ 2,7 milhões no segundo (um aumento de 47%, em oposição à queda normal de 40% no Dia de Ação de Graças), e US$ 4 milhões no terceiro. Ele estreou com US$ 9,7 milhões no fim de semana de abertura (um total de US $14,3 milhões em cinco dias), o maior fim de semana de abertura desde Tenet, dois meses antes.
O filme arrecadou US$ 3 milhões em seu dia de estreia na China, que é o terceiro maior para um filme de Hollywood em 2020, atrás de Tenet e Mulan. Ele estreou para $ 19,2 milhões na China e um total de $ 21,6 milhões internacionalmente.

### Crítica
Os críticos chamaram o filme de "uma continuação decente" e elogiaram o elenco. No agregador de resenhas Rotten Tomatoes, 73% dos 93 críticos deram ao filme uma resenha positiva, e a avaliação média é de 6,4 / 10. O consenso crítico do site diz: "Outro passeio agradável para o clã pré-histórico titular, The Croods: A New Age pode ser o elo que faltava para os pais entre uma refeição familiar mais elevada.". De acordo com o Metacritic, que calculou uma pontuação média ponderada de 55 de 100 com base em 25 críticas, o filme recebeu "críticas mistas ou médias". Audiências pesquisadas por CinemaScore deu ao filme uma nota média de "A" em uma escala de A + a F, enquanto a PostTrak relatou que 83% dos membros da audiência deram ao filme uma pontuação positiva, com 59% dizendo que definitivamente o recomendariam.
Kate Erbland, da IndieWire, deu ao filme um "C+" e disse: "É um pouco bobo, muito colorido e divertido o suficiente para apresentar algumas ideias de bom coração que não dependem de nenhum período de tempo. Vale quase uma década de empurrão -puxar para chegar aqui? Provavelmente não, mas por seus próprios méritos é um retrocesso encantador ".Alondo Duralde, do TheWrap, deu uma crítica positiva ao filme e escreveu: "Você pode nunca ter pensado que precisava ou até mesmo queria uma sequência de The Croods, mas pode achar que é uma agradável surpresa em um ano em que a maioria das surpresas foi tudo menos".